# Lullabies to Paralyze
Lullabies to Paralyze är Queens of the Stone Ages fjärde album, utgivet 22 mars 2005. Det innehåller hitsingeln "Little Sister".

## Låtlista
1. "This Lullaby" - 1:23
2. "Medication" - 1:54
3. "Everybody Knows That You Are Insane" - 4:14
4. "Tangled Up in Plaid" - 4:13
5. "Burn the Witch" - 3:35
6. "In My Head" - 4:01
7. "Little Sister" - 2:54
8. "I Never Came" - 4:48
9. "Someone's in the Wolf" - 7:16
10. "The Blood Is Love" - 6:38
11. "Skin on Skin" - 3:42
12. "Broken Box" - 3:02
13. "You Got a Killer Scene There, Man..." - 4:57
14. "Long Slow Goodbye" - 6:54